# Lonnes

Lonnes este o comună în departamentul Charente, Franța. În 1 ianuarie 2022 avea o populație de 188 de locuitori.